# Taragarh
Taragarh, bergfäste i Indien, nära Ajmer, på en brant klippa i
Aravallibergen, övergavs som fäste 1832 och användes sedan 1860 som sundhetsstation. Ett muslimskt helgons grav lockar dit många pilgrimer. Vid foten av berget ligger staden Ajmer, ett Akbars palats och ett av Djahangir uppfört palats.